# Go Girl
„Go Girl” – jest to buzz-singiel promujący trzeci studyjny album Fantasy Ride (z 2009 roku) amerykańskiej piosenkarki Ciary.

## Lista utworów
US Promo CD
(Wydany: 2 września 2008)
1. "Go Girl" (Radio edit) – 3:54
2. "Go Girl" (Clean) – 4:30
3. "Go Girl" (Main) – 4:30
4. "Go Girl" (Instrumental) – 4:26
5. "Go Girl" (Acapella) – 4:20

digital download
(Wydany: 30 września 2008)
1. "Go Girl" – 3:55

## Listy sprzedaży
| Chart (2008)                         | Peak position |
| ------------------------------------ | ------------- |
| Japan Hot 100                        | 1             |
| U.S. Billboard Hot 100               | 78            |
| U.S. Billboard Hot R&B/Hip-Hop Songs | 26            |
| U.S. Billboard Pop 100               | 88            |